# Pałecznica (Lublin)
Pour les articles homonymes, voir Pałecznica.
Pałecznica (prononciation : [pawɛt͡ʂˈnit͡sa]) est un village polonais de la gmina de Niedźwiada dans le powiat de Lubartów de la voïvodie de Lublin dans l'est de la Pologne.
Il se situe à environ 7 kilomètres au sud de Niedźwiada (siège de la gmina), 5 kilomètres à l'est de Lubartów (siège du powiat) et 27 kilomètres au nord de Lublin (capitale de la voïvodie).
Le village comptait approximativement une population de 847 habitants en 2012.

## Histoire
De 1975 à 1998, le village est attaché administrativement à l'ancienne Voïvodie de Lublin.

Depuis 1999, il fait partie de la nouvelle voïvodie de Lublin.